# أوليفر كامبل
أوليفر كامبل (بالإنجليزية: Oliver Campbell) مواليد 25 فبراير 1871 في بروكلين - الوفاة 11 يوليو 1953 في نيو برونزويك، كندا، كان لاعب كرة مضرب أمريكي بدأ مسيرته كمحترف سنة 1886، اعتزل اللعب في 1892. كما أنه أحد أبطال الجراند سلام. أعلى تصنيف له في الفردي كان المركز الـ 8 في سنة 1890.

## النهائيات

### الفردي

#### اللقب (3)
| السنة | البطولة                     | النتيجة في النهائي      |
| 1890  | بطولة أمريكا المفتوحة للتنس | 6–2, 4–6, 6–3, 6–1      |
| 1891  | بطولة أمريكا المفتوحة للتنس | 2–6, 7–5, 7–9, 6–1, 6–2 |
| 1892  | بطولة أمريكا المفتوحة للتنس | 7–5, 3–6, 6–3, 7–5      |

## روابط خارجية
- أوليفر كامبل على موقع رابطة محترفي التنس (الإنجليزية)
- أوليفر كامبل على موقع قاعة مشاهير كرة المضرب الدولية (الإنجليزية)